# Comune onorario
Un comune onorario è un comune che, pur trovandosi al di fuori dalla suddivisione amministrativa di riferimento, o addirittura all'estero, ha forti rapporti storici e culturali con essa.

## Comuni onorari del Veneto
- Arborea, in provincia di Oristano
- Bento Gonçalves, nello stato del Rio Grande do Sul, Brasile
- Nova Veneza, nello stato di Santa Catarina, Brasile

## Comuni onorari dell'ex provincia di Genova
- Carloforte e Calasetta, in provincia del Sud Sardegna
- Capraia Isola, in provincia di Livorno
- Voltaggio, in provincia di Alessandria
- Sant'Agata Feltria, in provincia di Rimini